# Список лауреатов и финалистов Букеровской премии
Бу́керовская пре́мия (англ. The Man Booker Prize) является одной из наиболее престижных наград, которыми награждаются литераторы, пишущие на английском языке. Премия вручается с 1969 года и с 2015 года составляет 50 000 фунтов, но главное — ведёт к существенному росту продаж книг-финалистов.
В данном списке представлены с разбивкой по годам лауреаты и финалисты (вошедшие в короткий список) и названия их книг, а также жюри, которое выбирает лауреатов.
Названия книг, не издававшихся официально на русском языке, даны в курсивном написании.
| год  | автор                         | название                                      | результат | жюри                                                                                                   |
| ---- | ----------------------------- | --------------------------------------------- | --------- | --- |
| 1969 | Перси Ховард Ньюби            | За это придется ответить                      | победа    | Дэвид Фаррер Фрэнк Кермоуд Стивен Спендер Ребекка Уэст У. Л. Уэбб                                      |
| 1969 | Барри Ингленд                 | Фигуры в пейзаже                              |           | Дэвид Фаррер Фрэнк Кермоуд Стивен Спендер Ребекка Уэст У. Л. Уэбб                                      |
| 1969 | Николас Мозли                 | Невозможный объект                            |           | Дэвид Фаррер Фрэнк Кермоуд Стивен Спендер Ребекка Уэст У. Л. Уэбб                                      |
| 1969 | Айрис Мёрдок                  | О приятных и праведных                        |           | Дэвид Фаррер Фрэнк Кермоуд Стивен Спендер Ребекка Уэст У. Л. Уэбб                                      |
| 1969 | Мюриэл Спарк                  | На публику                                    |           | Дэвид Фаррер Фрэнк Кермоуд Стивен Спендер Ребекка Уэст У. Л. Уэбб                                      |
| 1969 | Гордон Уильямс                | Из сцен, подобных этим                        |           | Дэвид Фаррер Фрэнк Кермоуд Стивен Спендер Ребекка Уэст У. Л. Уэбб                                      |
| 1970 | Бернис Рубенс                 | Избранный                                     | победа    | Антония Фрейзер Росс Хиггинс Ричард Хоггарт Ребекка Уэст Дэвид Холлоуэй                                |
| 1970 | Одри Баркер                   | Тело Джона Брауна                             |           | Антония Фрейзер Росс Хиггинс Ричард Хоггарт Ребекка Уэст Дэвид Холлоуэй                                |
| 1970 | Элизабет Боуэн                | Эва Траут                                     |           | Антония Фрейзер Росс Хиггинс Ричард Хоггарт Ребекка Уэст Дэвид Холлоуэй                                |
| 1970 | Айрис Мёрдок                  | Сон Бруно                                     |           | Антония Фрейзер Росс Хиггинс Ричард Хоггарт Ребекка Уэст Дэвид Холлоуэй                                |
| 1970 | Уильям Тревор                 | Миссис Экдорф в отеле О'Нила                  |           | Антония Фрейзер Росс Хиггинс Ричард Хоггарт Ребекка Уэст Дэвид Холлоуэй                                |
| 1970 | Теренс Уилер                  | Соединение                                    |           | Антония Фрейзер Росс Хиггинс Ричард Хоггарт Ребекка Уэст Дэвид Холлоуэй                                |
| 1970 | Джеймс Гордон Фаррел          | Проблемы                                      | победа    | Рэйчел Кук Кэти Дерем Тобиас Хилл                                                                      |
| 1970 | Нина Боден                    | Птицы на деревьях                             |           | Рэйчел Кук Кэти Дерем Тобиас Хилл                                                                      |
| 1970 | Ширли Хаззард                 | Полуденный залив                              |           | Рэйчел Кук Кэти Дерем Тобиас Хилл                                                                      |
| 1970 | Мэри Рено                     | Небесное пламя                                |           | Рэйчел Кук Кэти Дерем Тобиас Хилл                                                                      |
| 1970 | Мюриэл Спарк                  | Сиденье водителя                              |           | Рэйчел Кук Кэти Дерем Тобиас Хилл                                                                      |
| 1970 | Патрик Уайт                   | Вивисектор                                    |           | Рэйчел Кук Кэти Дерем Тобиас Хилл                                                                      |
| 1971 | Видиадхар Сураджпрасад Найпол | В подвешенном состоянии                       | победа    | Джон Гросс (председатель) Сол Беллоу Джон Фаулз Антония Фрейзер Филип Тойнби                           |
| 1971 | Томас Килрой                  | Большая часовня                               |           | Джон Гросс (председатель) Сол Беллоу Джон Фаулз Антония Фрейзер Филип Тойнби                           |
| 1971 | Дорис Лессинг                 | Инструкция к спуску в ад                      |           | Джон Гросс (председатель) Сол Беллоу Джон Фаулз Антония Фрейзер Филип Тойнби                           |
| 1971 | Мордехай Рихлер               | Всадник с улицы Сент-Урбан                    |           | Джон Гросс (председатель) Сол Беллоу Джон Фаулз Антония Фрейзер Филип Тойнби                           |
| 1971 | Дерек Робинсон                | Эскадрилья «Ястреб»                           |           | Джон Гросс (председатель) Сол Беллоу Джон Фаулз Антония Фрейзер Филип Тойнби                           |
| 1971 | Элизабет Тейлор               | Госпожа Палфрей в Клейрмонте                  |           | Джон Гросс (председатель) Сол Беллоу Джон Фаулз Антония Фрейзер Филип Тойнби                           |
| 1972 | Джон Бёрджер                  | Дж.                                           | победа    | Сирил Конолли (председатель) Джордж Стайнер Элизабет Боуэн                                             |
| 1972 | Сьюзен Хилл                   | Ночная птица                                  |           | Сирил Конолли (председатель) Джордж Стайнер Элизабет Боуэн                                             |
| 1972 | Томас Кенилли                 | Напев Джимми Блэксмита                        |           | Сирил Конолли (председатель) Джордж Стайнер Элизабет Боуэн                                             |
| 1972 | Дэвид Стори                   | Пасмор                                        |           | Сирил Конолли (председатель) Джордж Стайнер Элизабет Боуэн                                             |
| 1973 | Джеймс Гордон Фаррел          | Осада Кришнапура                              | победа    | Карл Миллер (председатель) Эдна О’Брайен Мэри Маккарти                                                 |
| 1973 | Берил Бейнбридж               | Портниха                                      |           | Карл Миллер (председатель) Эдна О’Брайен Мэри Маккарти                                                 |
| 1973 | Элизабет Мейвор               | Зелёное равноденствие                         |           | Карл Миллер (председатель) Эдна О’Брайен Мэри Маккарти                                                 |
| 1973 | Айрис Мёрдок                  | Чёрный принц                                  |           | Карл Миллер (председатель) Эдна О’Брайен Мэри Маккарти                                                 |
| 1974 | Надин Гордимер                | Защитник природы                              | победа    | Йен Тревин (председатель) Антония Байетт Элизабет Джейн Говард                                         |
| 1974 | Стэнли Миддлтон               | Праздник                                      | победа    | Йен Тревин (председатель) Антония Байетт Элизабет Джейн Говард                                         |
| 1974 | Кингсли Эмис                  | Конец                                         |           | Йен Тревин (председатель) Антония Байетт Элизабет Джейн Говард                                         |
| 1974 | Берил Бейнбридж               | Поездка на бутылочную фабрику                 |           | Йен Тревин (председатель) Антония Байетт Элизабет Джейн Говард                                         |
| 1974 | Чарльз Перси Сноу             | В своей мудрости                              |           | Йен Тревин (председатель) Антония Байетт Элизабет Джейн Говард                                         |
| 1975 | Рут Правер Джабвала           | Жара и пыль                                   | победа    | Ангус Уилсон (председатель) Питер Акройд Сьюзен Хилл Рой Фуллер                                        |
| 1975 | Томас Кенилли                 | Сплетни из леса                               |           | Ангус Уилсон (председатель) Питер Акройд Сьюзен Хилл Рой Фуллер                                        |
| 1976 | Дэвид Стори                   | Сэвилл                                        | победа    | Уолтер Аллен (председатель) Мэри Вилсон Френсис Кинг                                                   |
| 1976 | Андре Бринк                   | Мгновенье на ветру                            |           | Уолтер Аллен (председатель) Мэри Вилсон Френсис Кинг                                                   |
| 1976 | Рэй Хатчинсон                 | Восстание                                     |           | Уолтер Аллен (председатель) Мэри Вилсон Френсис Кинг                                                   |
| 1976 | Брайан Мур                    | Жена доктора                                  |           | Уолтер Аллен (председатель) Мэри Вилсон Френсис Кинг                                                   |
| 1976 | Джулиан Рэтбоун               | Жизнь короля Фишера                           |           | Уолтер Аллен (председатель) Мэри Вилсон Френсис Кинг                                                   |
| 1976 | Уильям Тревор                 | Дети Димнута                                  |           | Уолтер Аллен (председатель) Мэри Вилсон Френсис Кинг                                                   |
| 1977 | Пол Марк Скотт                | Остаться до конца                             | победа    | Филип Ларкин (председатель) Берил Бейнбридж Дэвид Хьюз Робин Рэй                                       |
| 1977 | Пол Бейли                     | Признания Питера Смарта                       |           | Филип Ларкин (председатель) Берил Бейнбридж Дэвид Хьюз Робин Рэй                                       |
| 1977 | Кэролайн Блэквуд              | Великая бабушка Вебстер                       |           | Филип Ларкин (председатель) Берил Бейнбридж Дэвид Хьюз Робин Рэй                                       |
| 1977 | Дженнифер Джонстон            | Тени на нашей коже                            |           | Филип Ларкин (председатель) Берил Бейнбридж Дэвид Хьюз Робин Рэй                                       |
| 1977 | Пенелопа Лайвли               | Дорога в Личфилд                              |           | Филип Ларкин (председатель) Берил Бейнбридж Дэвид Хьюз Робин Рэй                                       |
| 1977 | Барбара Пим                   | Осенний квартет                               |           | Филип Ларкин (председатель) Берил Бейнбридж Дэвид Хьюз Робин Рэй                                       |
| 1978 | Айрис Мёрдок                  | Море, море                                    | победа    | Алфред Джулс Айер (председатель) Деруэнт Мей Перси Ховард Ньюби Анджела Хут Клэр Бойлан                |
| 1978 | Кингсли Эмис                  | Вещь Джейка                                   |           | Алфред Джулс Айер (председатель) Деруэнт Мей Перси Ховард Ньюби Анджела Хут Клэр Бойлан                |
| 1978 | Андре Бринк                   | Слухи о дожде                                 |           | Алфред Джулс Айер (председатель) Деруэнт Мей Перси Ховард Ньюби Анджела Хут Клэр Бойлан                |
| 1978 | Пенелопа Фицджеральд          | Книжная лавка                                 |           | Алфред Джулс Айер (председатель) Деруэнт Мей Перси Ховард Ньюби Анджела Хут Клэр Бойлан                |
| 1978 | Джейн Гардем                  | Бог на скалах                                 |           | Алфред Джулс Айер (председатель) Деруэнт Мей Перси Ховард Ньюби Анджела Хут Клэр Бойлан                |
| 1978 | Бернис Рубенс                 | Пять лет повиновения                          |           | Алфред Джулс Айер (председатель) Деруэнт Мей Перси Ховард Ньюби Анджела Хут Клэр Бойлан                |
| 1979 | Пенелопа Фицджеральд          | В открытом море                               | победа    | Эйза Бриггс Бенни Грин Майкл Ратклифф Хилари Сперлинг Пол Теру                                         |
| 1979 | Томас Кенилли                 | Конфедераты                                   |           | Эйза Бриггс Бенни Грин Майкл Ратклифф Хилари Сперлинг Пол Теру                                         |
| 1979 | Видиадхар Сураджпрасад Найпол | Излучина реки                                 |           | Эйза Бриггс Бенни Грин Майкл Ратклифф Хилари Сперлинг Пол Теру                                         |
| 1979 | Джулиан Рэтбоун               | Джозеф                                        |           | Эйза Бриггс Бенни Грин Майкл Ратклифф Хилари Сперлинг Пол Теру                                         |
| 1979 | Фэй Уэлдон                    | Праксис                                       |           | Эйза Бриггс Бенни Грин Майкл Ратклифф Хилари Сперлинг Пол Теру                                         |
| 1980 | Уильям Голдинг                | Ритуалы плавания                              | победа    | Дэвид Дейчес (председатель) Рональд Блайт Маргарет Форстер Клэр Томалин Брайан Уэнем                   |
| 1980 | Энтони Бёрджесс               | Сила земли                                    |           | Дэвид Дейчес (председатель) Рональд Блайт Маргарет Форстер Клэр Томалин Брайан Уэнем                   |
| 1980 | Анита Десаи                   | Ясный свет дня                                |           | Дэвид Дейчес (председатель) Рональд Блайт Маргарет Форстер Клэр Томалин Брайан Уэнем                   |
| 1980 | Элис Манро                    | Ты кем себя воображаешь?                      |           | Дэвид Дейчес (председатель) Рональд Блайт Маргарет Форстер Клэр Томалин Брайан Уэнем                   |
| 1980 | Джулия О'Фаолейн              | Нет страны для молодых мужчин                 |           | Дэвид Дейчес (председатель) Рональд Блайт Маргарет Форстер Клэр Томалин Брайан Уэнем                   |
| 1980 | Барри Ансуорт                 | Остров Паскали                                |           | Дэвид Дейчес (председатель) Рональд Блайт Маргарет Форстер Клэр Томалин Брайан Уэнем                   |
| 1980 | Джозеф Ллойд Карр             | Месяц в деревне                               |           | Дэвид Дейчес (председатель) Рональд Блайт Маргарет Форстер Клэр Томалин Брайан Уэнем                   |
| 1981 | Салман Рушди                  | Дети полуночи                                 | победа    | Малкольм Брэдбери (председатель) Брайан Олдисс Джоан Бейкуэлл Гермиона Ли Сэмюэл Хайнс                 |
| 1981 | Молли Кин                     | Хорошее поведение                             |           | Малкольм Брэдбери (председатель) Брайан Олдисс Джоан Бейкуэлл Гермиона Ли Сэмюэл Хайнс                 |
| 1981 | Дорис Лессинг                 | Сириус экспериментирует                       |           | Малкольм Брэдбери (председатель) Брайан Олдисс Джоан Бейкуэлл Гермиона Ли Сэмюэл Хайнс                 |
| 1981 | Иэн Макьюэн                   | Утешение странников                           |           | Малкольм Брэдбери (председатель) Брайан Олдисс Джоан Бейкуэлл Гермиона Ли Сэмюэл Хайнс                 |
| 1981 | Энн Шлее                      | Рейнское путешествие                          |           | Малкольм Брэдбери (председатель) Брайан Олдисс Джоан Бейкуэлл Гермиона Ли Сэмюэл Хайнс                 |
| 1981 | Мюриэл Спарк                  | Умышленная задержка                           |           | Малкольм Брэдбери (председатель) Брайан Олдисс Джоан Бейкуэлл Гермиона Ли Сэмюэл Хайнс                 |
| 1981 | Дональд Майкл Томас           | Белый отель                                   |           | Малкольм Брэдбери (председатель) Брайан Олдисс Джоан Бейкуэлл Гермиона Ли Сэмюэл Хайнс                 |
| 1982 | Томас Кенилли                 | Список Шиндлера                               | победа    | Джон Кэри (председатель) Пол Бейли Фрэнк Делани Джанет Морган Лорна Сейдж                              |
| 1982 | Джон Арден                    | Молчание среди оружия                         |           | Джон Кэри (председатель) Пол Бейли Фрэнк Делани Джанет Морган Лорна Сейдж                              |
| 1982 | Уильям Бойд                   | Война мороженого                              |           | Джон Кэри (председатель) Пол Бейли Фрэнк Делани Джанет Морган Лорна Сейдж                              |
| 1982 | Лоренс Даррелл                | Констанс, или Одинокие пути                   |           | Джон Кэри (председатель) Пол Бейли Фрэнк Делани Джанет Морган Лорна Сейдж                              |
| 1982 | Элис Томас Эллис              | Королевство 27                                |           | Джон Кэри (председатель) Пол Бейли Фрэнк Делани Джанет Морган Лорна Сейдж                              |
| 1982 | Тимоти Мо                     | Кисло-сладкое                                 |           | Джон Кэри (председатель) Пол Бейли Фрэнк Делани Джанет Морган Лорна Сейдж                              |
| 1983 | Джон Максвелл Кутзее          | Жизнь и время Михаэла К.                      | победа    | Фэй Уэлдон (председатель) Теренс Килмартин Анджела Картер Питер Портер Либби Первс                     |
| 1983 | Малкольм Бредбери             | Обменные курсы                                |           | Фэй Уэлдон (председатель) Теренс Килмартин Анджела Картер Питер Портер Либби Первс                     |
| 1983 | Салман Рушди                  | Стыд                                          |           | Фэй Уэлдон (председатель) Теренс Килмартин Анджела Картер Питер Портер Либби Первс                     |
| 1983 | Джон Фуллер                   | Полет в никуда                                |           | Фэй Уэлдон (председатель) Теренс Килмартин Анджела Картер Питер Портер Либби Первс                     |
| 1983 | Анита Мейсон                  | Иллюзионист                                   |           | Фэй Уэлдон (председатель) Теренс Килмартин Анджела Картер Питер Портер Либби Первс                     |
| 1983 | Грэм Свифт                    | Земля воды                                    |           | Фэй Уэлдон (председатель) Теренс Килмартин Анджела Картер Питер Портер Либби Первс                     |
| 1984 | Анита Брукнер                 | Отель «У озера»                               | победа    | Ричард Кобб (председатель) Джон Фуллер Энтони Кертис Полли Девлин Тед Роулендс                         |
| 1984 | Джеймс Баллард                | Империя солнца                                |           | Ричард Кобб (председатель) Джон Фуллер Энтони Кертис Полли Девлин Тед Роулендс                         |
| 1984 | Джулиан Барнс                 | Попугай Флобера                               |           | Ричард Кобб (председатель) Джон Фуллер Энтони Кертис Полли Девлин Тед Роулендс                         |
| 1984 | Анита Десаи                   | Под стражей                                   |           | Ричард Кобб (председатель) Джон Фуллер Энтони Кертис Полли Девлин Тед Роулендс                         |
| 1984 | Пенелопа Лайвли               | По словам Марка                               |           | Ричард Кобб (председатель) Джон Фуллер Энтони Кертис Полли Девлин Тед Роулендс                         |
| 1984 | Дэвид Лодж                    | Мир тесен                                     |           | Ричард Кобб (председатель) Джон Фуллер Энтони Кертис Полли Девлин Тед Роулендс                         |
| 1985 | Кери Хьюм                     | Люди-скелеты                                  | победа    | Норман Сент Джон-Стевас (председатель) Нина Боден Джоанна Ламли Марина Сара Уорнер Дж. У. Ламберт      |
| 1985 | Питер Кэри                    | Враждебная громадина                          |           | Норман Сент Джон-Стевас (председатель) Нина Боден Джоанна Ламли Марина Сара Уорнер Дж. У. Ламберт      |
| 1985 | Джозеф Ллойд Карр             | Битва среди мин                               |           | Норман Сент Джон-Стевас (председатель) Нина Боден Джоанна Ламли Марина Сара Уорнер Дж. У. Ламберт      |
| 1985 | Дорис Лессинг                 | Хороший террорист                             |           | Норман Сент Джон-Стевас (председатель) Нина Боден Джоанна Ламли Марина Сара Уорнер Дж. У. Ламберт      |
| 1985 | Ян Моррис                     | Последние письма из страны Хав                |           | Норман Сент Джон-Стевас (председатель) Нина Боден Джоанна Ламли Марина Сара Уорнер Дж. У. Ламберт      |
| 1985 | Айрис Мёрдок                  | Школа добродетели                             |           | Норман Сент Джон-Стевас (председатель) Нина Боден Джоанна Ламли Марина Сара Уорнер Дж. У. Ламберт      |
| 1986 | Кингсли Эмис                  | Старые черти                                  | победа    | Энтони Туэйт (председатель) Эдна Хили Изабель Куигли Джиллиан Рейнольдс Бернис Рубенс                  |
| 1986 | Маргарет Этвуд                | Рассказ служанки                              |           | Энтони Туэйт (председатель) Эдна Хили Изабель Куигли Джиллиан Рейнольдс Бернис Рубенс                  |
| 1986 | Пол Бейли                     | Плач Габриэля                                 |           | Энтони Туэйт (председатель) Эдна Хили Изабель Куигли Джиллиан Рейнольдс Бернис Рубенс                  |
| 1986 | Робертсон Дэвис               | Что в костях заложено                         |           | Энтони Туэйт (председатель) Эдна Хили Изабель Куигли Джиллиан Рейнольдс Бернис Рубенс                  |
| 1986 | Кадзуо Исигуро                | Художник зыбкого мира                         |           | Энтони Туэйт (председатель) Эдна Хили Изабель Куигли Джиллиан Рейнольдс Бернис Рубенс                  |
| 1986 | Тимоти Мо                     | Замкнутое обладание                           |           | Энтони Туэйт (председатель) Эдна Хили Изабель Куигли Джиллиан Рейнольдс Бернис Рубенс                  |
| 1987 | Пенелопа Лайвли               | Лунный тигр                                   | победа    | Филлис Дороти Джеймс (председатель) Селина Гастингс Аллан Мэсси Джон Б. Томпсон Тревор Макдональд      |
| 1987 | Чинуа Ачебе                   | Муравейники Саванны                           |           | Филлис Дороти Джеймс (председатель) Селина Гастингс Аллан Мэсси Джон Б. Томпсон Тревор Макдональд      |
| 1987 | Питер Акройд                  | Чаттертон                                     |           | Филлис Дороти Джеймс (председатель) Селина Гастингс Аллан Мэсси Джон Б. Томпсон Тревор Макдональд      |
| 1987 | Нина Боден                    | Круговорот лжи                                |           | Филлис Дороти Джеймс (председатель) Селина Гастингс Аллан Мэсси Джон Б. Томпсон Тревор Макдональд      |
| 1987 | Брайан Мур                    | Цвет крови                                    |           | Филлис Дороти Джеймс (председатель) Селина Гастингс Аллан Мэсси Джон Б. Томпсон Тревор Макдональд      |
| 1987 | Айрис Мёрдок                  | Книга и братство                              |           | Филлис Дороти Джеймс (председатель) Селина Гастингс Аллан Мэсси Джон Б. Томпсон Тревор Макдональд      |
| 1988 | Питер Кэри                    | Оскар и Люсинда                               | победа    | Майкл Фут(председатель) Себастьян Фолкс Роуз Тремейн Блэйк Моррисон Филип Френч                        |
| 1988 | Брюс Чатвин                   | Утц                                           |           | Майкл Фут(председатель) Себастьян Фолкс Роуз Тремейн Блэйк Моррисон Филип Френч                        |
| 1988 | Пенелопа Фицджеральд          | Начало весны                                  |           | Майкл Фут(председатель) Себастьян Фолкс Роуз Тремейн Блэйк Моррисон Филип Френч                        |
| 1988 | Дэвид Лодж                    | Хорошая работа                                |           | Майкл Фут(председатель) Себастьян Фолкс Роуз Тремейн Блэйк Моррисон Филип Френч                        |
| 1988 | Салман Рушди                  | Сатанинские стихи                             |           | Майкл Фут(председатель) Себастьян Фолкс Роуз Тремейн Блэйк Моррисон Филип Френч                        |
| 1988 | Марина Уорнер                 | Потерянный отец                               |           | Майкл Фут(председатель) Себастьян Фолкс Роуз Тремейн Блэйк Моррисон Филип Френч                        |
| 1989 | Кадзуо Исигуро                | Остаток дня                                   | победа    | Дэвид Лодж (председатель) Мэгги Джи Хелен Макнейл Дэвид Профумо Эдмунд Уайт                            |
| 1989 | Маргарет Этвуд                | Кошачий глаз                                  |           | Дэвид Лодж (председатель) Мэгги Джи Хелен Макнейл Дэвид Профумо Эдмунд Уайт                            |
| 1989 | Джон Бэнвилл                  | Улики                                         |           | Дэвид Лодж (председатель) Мэгги Джи Хелен Макнейл Дэвид Профумо Эдмунд Уайт                            |
| 1989 | Сибил Бедфорд                 | Лобзик                                        |           | Дэвид Лодж (председатель) Мэгги Джи Хелен Макнейл Дэвид Профумо Эдмунд Уайт                            |
| 1989 | Джеймс Келман                 | Несогласие                                    |           | Дэвид Лодж (председатель) Мэгги Джи Хелен Макнейл Дэвид Профумо Эдмунд Уайт                            |
| 1989 | Роуз Тремейн                  | Реставрация                                   |           | Дэвид Лодж (председатель) Мэгги Джи Хелен Макнейл Дэвид Профумо Эдмунд Уайт                            |
| 1990 | Антония Байетт                | Обладать                                      | победа    | Денис Форман (председатель) Сюзанна Клэпп Артур Уолтон Лиц Хилари Мэнтел Кейт Сондерс                  |
| 1990 | Берил Бейнбридж               | Грандиозное приключение                       |           | Денис Форман (председатель) Сюзанна Клэпп Артур Уолтон Лиц Хилари Мэнтел Кейт Сондерс                  |
| 1990 | Пенелопа Фицджеральд          | Врата ангела                                  |           | Денис Форман (председатель) Сюзанна Клэпп Артур Уолтон Лиц Хилари Мэнтел Кейт Сондерс                  |
| 1990 | Джон Макгаэрн                 | Среди женщин                                  |           | Денис Форман (председатель) Сюзанна Клэпп Артур Уолтон Лиц Хилари Мэнтел Кейт Сондерс                  |
| 1990 | Брайан Мур                    | Ложь молчания                                 |           | Денис Форман (председатель) Сюзанна Клэпп Артур Уолтон Лиц Хилари Мэнтел Кейт Сондерс                  |
| 1990 | Мордехай Рихлер               | Здесь был Соломон Гурски                      |           | Денис Форман (председатель) Сюзанна Клэпп Артур Уолтон Лиц Хилари Мэнтел Кейт Сондерс                  |
| 1991 | Бен Окри                      | Голодная дорога                               | победа    | Джереми Треглаун (председатель) Пенелопа Фицджеральд Джонатан Китс Николас Мозли Энн Шли               |
| 1991 | Мартин Эмис                   | Стрела времени, или Природа преступления      |           | Джереми Треглаун (председатель) Пенелопа Фицджеральд Джонатан Китс Николас Мозли Энн Шли               |
| 1991 | Родди Дойл                    | Фургон                                        |           | Джереми Треглаун (председатель) Пенелопа Фицджеральд Джонатан Китс Николас Мозли Энн Шли               |
| 1991 | Рохинтон Мистри               | Такое длинное странствие                      |           | Джереми Треглаун (председатель) Пенелопа Фицджеральд Джонатан Китс Николас Мозли Энн Шли               |
| 1991 | Тимоти Мо                     | Излишек смелости                              |           | Джереми Треглаун (председатель) Пенелопа Фицджеральд Джонатан Китс Николас Мозли Энн Шли               |
| 1991 | Уильям Тревор                 | Читая Тургенева                               |           | Джереми Треглаун (председатель) Пенелопа Фицджеральд Джонатан Китс Николас Мозли Энн Шли               |
| 1992 | Филип Майкл Ондатже           | Английский пациент                            | победа    | Виктория Глендиннинг (председатель) Джон Колдстрим Валентин Каннингем Гарриет Харви Вуд Марк Лоусон    |
| 1992 | Барри Ансуорт                 | Священный голод                               | победа    | Виктория Глендиннинг (председатель) Джон Колдстрим Валентин Каннингем Гарриет Харви Вуд Марк Лоусон    |
| 1992 | Кристофер Хоуп                | Дом спокойствия                               |           | Виктория Глендиннинг (председатель) Джон Колдстрим Валентин Каннингем Гарриет Харви Вуд Марк Лоусон    |
| 1992 | Мишель Робертс                | Дочери дома                                   |           | Виктория Глендиннинг (председатель) Джон Колдстрим Валентин Каннингем Гарриет Харви Вуд Марк Лоусон    |
| 1992 | Иэн Макьюэн                   | Черные псы                                    |           | Виктория Глендиннинг (председатель) Джон Колдстрим Валентин Каннингем Гарриет Харви Вуд Марк Лоусон    |
| 1992 | Патрик Маккейб                | Помощник мясника                              |           | Виктория Глендиннинг (председатель) Джон Колдстрим Валентин Каннингем Гарриет Харви Вуд Марк Лоусон    |
| 1993 | Родди Дойл                    | Пэдди Кларк Ха-Ха-Ха                          | победа    | Грей Рутвен (председатель) Джиллиан Бир Энн Чишолм Николас Кли Оливер Тодд                             |
| 1993 | Тибор Фишер                   | Хуже некуда                                   |           | Грей Рутвен (председатель) Джиллиан Бир Энн Чишолм Николас Кли Оливер Тодд                             |
| 1993 | Майкл Игнатьев                | Рубцовая ткань                                |           | Грей Рутвен (председатель) Джиллиан Бир Энн Чишолм Николас Кли Оливер Тодд                             |
| 1993 | Кэрил Филиппс                 | Через реку                                    |           | Грей Рутвен (председатель) Джиллиан Бир Энн Чишолм Николас Кли Оливер Тодд                             |
| 1993 | Кэрол Шилдс                   | Каменные дневники                             |           | Грей Рутвен (председатель) Джиллиан Бир Энн Чишолм Николас Кли Оливер Тодд                             |
| 1993 | Дэвид Малуф                   | Вспоминая Вавилон                             |           | Грей Рутвен (председатель) Джиллиан Бир Энн Чишолм Николас Кли Оливер Тодд                             |
| 1994 | Джеймс Келман                 | До чего ж оно всё запоздало                   | победа    | Джон Бэйли (председатель) Джулия Ньюбергер Алистер Нивен Алан Тейлор Джеймс Вуд                        |
| 1994 | Ромеш Гунесекера              | Риф                                           |           | Джон Бэйли (председатель) Джулия Ньюбергер Алистер Нивен Алан Тейлор Джеймс Вуд                        |
| 1994 | Абдулзарак Гурна              | Рай                                           |           | Джон Бэйли (председатель) Джулия Ньюбергер Алистер Нивен Алан Тейлор Джеймс Вуд                        |
| 1994 | Алан Холлингхёрст             | Неверная звезда                               |           | Джон Бэйли (председатель) Джулия Ньюбергер Алистер Нивен Алан Тейлор Джеймс Вуд                        |
| 1994 | Джордж Маккей Браун           | Рядом с океаном времени                       |           | Джон Бэйли (председатель) Джулия Ньюбергер Алистер Нивен Алан Тейлор Джеймс Вуд                        |
| 1994 | Джилл Патон Уолш              | Знание Ангелов                                |           | Джон Бэйли (председатель) Джулия Ньюбергер Алистер Нивен Алан Тейлор Джеймс Вуд                        |
| 1995 | Пэт Баркер                    | Дорога призраков                              | победа    | Джордж Уолден (председатель) Кейт Келлауэй Питер Кемп Адам Марс-Джонс Рут Ренделл                      |
| 1995 | Джастин Картрайт              | В каждом лице, которое я встречаю             |           | Джордж Уолден (председатель) Кейт Келлауэй Питер Кемп Адам Марс-Джонс Рут Ренделл                      |
| 1995 | Салман Рушди                  | Прощальный вздох мавра                        |           | Джордж Уолден (председатель) Кейт Келлауэй Питер Кемп Адам Марс-Джонс Рут Ренделл                      |
| 1995 | Барри Ансуорт                 | Моралите                                      |           | Джордж Уолден (председатель) Кейт Келлауэй Питер Кемп Адам Марс-Джонс Рут Ренделл                      |
| 1995 | Тим Уинтон                    | Всадники                                      |           | Джордж Уолден (председатель) Кейт Келлауэй Питер Кемп Адам Марс-Джонс Рут Ренделл                      |
| 1996 | Грэм Свифт                    | Последние распоряжения                        | победа    | Кармен Каллил (председатель) Джонатан Коу Иэн Джек Элисон Луиза Кеннеди Эндрю Норман Уилсон            |
| 1996 | Маргарет Этвуд                | Она же Грейс                                  |           | Кармен Каллил (председатель) Джонатан Коу Иэн Джек Элисон Луиза Кеннеди Эндрю Норман Уилсон            |
| 1996 | Берил Бейнбридж               | Каждый сам за себя                            |           | Кармен Каллил (председатель) Джонатан Коу Иэн Джек Элисон Луиза Кеннеди Эндрю Норман Уилсон            |
| 1996 | Шеймас Дин                    | Чтение в темноте                              |           | Кармен Каллил (председатель) Джонатан Коу Иэн Джек Элисон Луиза Кеннеди Эндрю Норман Уилсон            |
| 1996 | Шена Маккей                   | Фруктовый сад в огне                          |           | Кармен Каллил (председатель) Джонатан Коу Иэн Джек Элисон Луиза Кеннеди Эндрю Норман Уилсон            |
| 1996 | Рохинтон Мистри               | Хрупкое равновесие                            |           | Кармен Каллил (председатель) Джонатан Коу Иэн Джек Элисон Луиза Кеннеди Эндрю Норман Уилсон            |
| 1997 | Арундати Рой                  | Бог мелочей                                   | победа    | Джиллиан Бир (председатель) Рейчел Биллингтон Джейсон Коули Ян Далли Дэн Джейкобсон                    |
| 1997 | Джим Крейс                    | Карантин                                      |           | Джиллиан Бир (председатель) Рейчел Биллингтон Джейсон Коули Ян Далли Дэн Джейкобсон                    |
| 1997 | Мик Джексон                   | Подземный человек                             |           | Джиллиан Бир (председатель) Рейчел Биллингтон Джейсон Коули Ян Далли Дэн Джейкобсон                    |
| 1997 | Тим Паркс                     | Европа                                        |           | Джиллиан Бир (председатель) Рейчел Биллингтон Джейсон Коули Ян Далли Дэн Джейкобсон                    |
| 1997 | Бернард Маклаверти            | Форшлаги                                      |           | Джиллиан Бир (председатель) Рейчел Биллингтон Джейсон Коули Ян Далли Дэн Джейкобсон                    |
| 1997 | Мадлен Сент-Джон              | Суть вещи                                     |           | Джиллиан Бир (председатель) Рейчел Биллингтон Джейсон Коули Ян Далли Дэн Джейкобсон                    |
| 1998 | Иэн Макьюэн                   | Амстердам                                     | победа    | Дуглас Хёрд (председатель) Валентайн Каннингэм Пенелопа Фицджеральд Мириам Гросс Найджела Лоусон       |
| 1998 | Берил Бейнбридж               | Мастер Джорджи                                |           | Дуглас Хёрд (председатель) Валентайн Каннингэм Пенелопа Фицджеральд Мириам Гросс Найджела Лоусон       |
| 1998 | Джулиан Барнс                 | Англия, Англия                                |           | Дуглас Хёрд (председатель) Валентайн Каннингэм Пенелопа Фицджеральд Мириам Гросс Найджела Лоусон       |
| 1998 | Мартин Бут                    | Индустрия душ                                 |           | Дуглас Хёрд (председатель) Валентайн Каннингэм Пенелопа Фицджеральд Мириам Гросс Найджела Лоусон       |
| 1998 | Патрик Маккейб                | Завтрак на Плутоне                            |           | Дуглас Хёрд (председатель) Валентайн Каннингэм Пенелопа Фицджеральд Мириам Гросс Найджела Лоусон       |
| 1998 | Магнус Миллз                  | Загон скота                                   |           | Дуглас Хёрд (председатель) Валентайн Каннингэм Пенелопа Фицджеральд Мириам Гросс Найджела Лоусон       |
| 1999 | Джон Максвелл Кутзее          | Бесчестье                                     | победа    | Джеральд Кауфман (председатель) Шена Маккей Джон Сазерленд Бойд Тонкин Наташа Уолтер                   |
| 1999 | Анита Десаи                   | Пост, пиршество                               |           | Джеральд Кауфман (председатель) Шена Маккей Джон Сазерленд Бойд Тонкин Наташа Уолтер                   |
| 1999 | Майкл Фрейн                   | Одержимый                                     |           | Джеральд Кауфман (председатель) Шена Маккей Джон Сазерленд Бойд Тонкин Наташа Уолтер                   |
| 1999 | Эндрю О’Хэган                 | Наши отцы                                     |           | Джеральд Кауфман (председатель) Шена Маккей Джон Сазерленд Бойд Тонкин Наташа Уолтер                   |
| 1999 | Ахдаф Суэйф                   | Карта любви                                   |           | Джеральд Кауфман (председатель) Шена Маккей Джон Сазерленд Бойд Тонкин Наташа Уолтер                   |
| 1999 | Колм Тойбин                   | Маяк „Блэкуотер“                              |           | Джеральд Кауфман (председатель) Шена Маккей Джон Сазерленд Бойд Тонкин Наташа Уолтер                   |
| 2000 | Маргарет Этвуд                | Слепой убийца                                 | победа    | Саймон Дженкинс (председатель) Рой Фостер Мариэлла Фрострап Кэлолайн Гэскуэнь Роуз Тремейн             |
| 2000 | Трецца Адзопарди              | Укрытие                                       |           | Саймон Дженкинс (председатель) Рой Фостер Мариэлла Фрострап Кэлолайн Гэскуэнь Роуз Тремейн             |
| 2000 | Майкл Коллинз                 | Хранители истины                              |           | Саймон Дженкинс (председатель) Рой Фостер Мариэлла Фрострап Кэлолайн Гэскуэнь Роуз Тремейн             |
| 2000 | Кадзуо Исигуро                | Когда мы были сиротами                        |           | Саймон Дженкинс (председатель) Рой Фостер Мариэлла Фрострап Кэлолайн Гэскуэнь Роуз Тремейн             |
| 2000 | Мэттью Нил                    | Английские пассажиры                          |           | Саймон Дженкинс (председатель) Рой Фостер Мариэлла Фрострап Кэлолайн Гэскуэнь Роуз Тремейн             |
| 2000 | Брайан О’Догерти              | Показания отца Макгриви                       |           | Саймон Дженкинс (председатель) Рой Фостер Мариэлла Фрострап Кэлолайн Гэскуэнь Роуз Тремейн             |
| 2001 | Питер Кэри                    | Подлинная история банды Келли                 | победа    | Кеннет Бейкер (председатель) Филип Хеншер Мишель Робертс Кейт Саммерскейл Родерик Уотсон               |
| 2001 | Иэн Макьюэн,                  | Искупление                                    |           | Кеннет Бейкер (председатель) Филип Хеншер Мишель Робертс Кейт Саммерскейл Родерик Уотсон               |
| 2001 | Эндрю Миллер                  | Кислород                                      |           | Кеннет Бейкер (председатель) Филип Хеншер Мишель Робертс Кейт Саммерскейл Родерик Уотсон               |
| 2001 | Дэвид Митчелл                 | Сон № 9                                       |           | Кеннет Бейкер (председатель) Филип Хеншер Мишель Робертс Кейт Саммерскейл Родерик Уотсон               |
| 2001 | Рэйчел Сейфферт               | Тёмная комната                                |           | Кеннет Бейкер (председатель) Филип Хеншер Мишель Робертс Кейт Саммерскейл Родерик Уотсон               |
| 2001 | Али Смит                      | Отель — мир                                   |           | Кеннет Бейкер (председатель) Филип Хеншер Мишель Робертс Кейт Саммерскейл Родерик Уотсон               |
| 2002 | Янн Мартел                    | Жизнь Пи                                      | победа    | Лиза Джардин (председатель) Дэвид Баддиел Рассел Селин Джоунс Сэлли Викерс Эрика Уогнер                |
| 2002 | Рохинтон Мистри               | Дела семейные                                 |           | Лиза Джардин (председатель) Дэвид Баддиел Рассел Селин Джоунс Сэлли Викерс Эрика Уогнер                |
| 2002 | Кэрол Шилдс                   | Если только                                   |           | Лиза Джардин (председатель) Дэвид Баддиел Рассел Селин Джоунс Сэлли Викерс Эрика Уогнер                |
| 2002 | Уильям Тревор                 | История Люси Голт                             |           | Лиза Джардин (председатель) Дэвид Баддиел Рассел Селин Джоунс Сэлли Викерс Эрика Уогнер                |
| 2002 | Сара Уотерс                   | Тонкая работа                                 |           | Лиза Джардин (председатель) Дэвид Баддиел Рассел Селин Джоунс Сэлли Викерс Эрика Уогнер                |
| 2002 | Тим Уинтон                    | Музыка грязи                                  |           | Лиза Джардин (председатель) Дэвид Баддиел Рассел Селин Джоунс Сэлли Викерс Эрика Уогнер                |
| 2003 | Ди Би Си Пьер                 | Вернон Год Литтл                              | победа    | Джон Кэри (председатель) Энтони Грэйлинг Фрэнсин Сток Ребекка Стивенс Дэйвид Джон Тэйлор               |
| 2003 | Моника Али                    | Брик-лейн                                     |           | Джон Кэри (председатель) Энтони Грэйлинг Фрэнсин Сток Ребекка Стивенс Дэйвид Джон Тэйлор               |
| 2003 | Маргарет Этвуд                | Орикс и Коростель                             |           | Джон Кэри (председатель) Энтони Грэйлинг Фрэнсин Сток Ребекка Стивенс Дэйвид Джон Тэйлор               |
| 2003 | Дэймон Гэлгут                 | Добрый доктор                                 |           | Джон Кэри (председатель) Энтони Грэйлинг Фрэнсин Сток Ребекка Стивенс Дэйвид Джон Тэйлор               |
| 2003 | Зои Хеллер                    | Скандальный дневник                           |           | Джон Кэри (председатель) Энтони Грэйлинг Фрэнсин Сток Ребекка Стивенс Дэйвид Джон Тэйлор               |
| 2003 | Клэр Морралл                  | Изумительное буйство цвета                    |           | Джон Кэри (председатель) Энтони Грэйлинг Фрэнсин Сток Ребекка Стивенс Дэйвид Джон Тэйлор               |
| 2004 | Алан Холлингхёрст             | Линия красоты                                 | победа    | Крис Смит (председатель) Тибор Фишер Роберт Макфарлейн Роуэн Пеллинг Фьямметта Рокко                   |
| 2004 | Ахмат Дангор                  | Горький плод                                  |           | Крис Смит (председатель) Тибор Фишер Роберт Макфарлейн Роуэн Пеллинг Фьямметта Рокко                   |
| 2004 | Сара Холл                     | Электрический Микеланджело                    |           | Крис Смит (председатель) Тибор Фишер Роберт Макфарлейн Роуэн Пеллинг Фьямметта Рокко                   |
| 2004 | Дэвид Митчелл                 | Облачный атлас                                |           | Крис Смит (председатель) Тибор Фишер Роберт Макфарлейн Роуэн Пеллинг Фьямметта Рокко                   |
| 2004 | Колм Тойбин                   | Мастер                                        |           | Крис Смит (председатель) Тибор Фишер Роберт Макфарлейн Роуэн Пеллинг Фьямметта Рокко                   |
| 2004 | Джерард Вудворд               | Я лягу спать в полдень                        |           | Крис Смит (председатель) Тибор Фишер Роберт Макфарлейн Роуэн Пеллинг Фьямметта Рокко                   |
| 2005 | Джон Бэнвилл                  | Море                                          | победа    | Джон Сазерленд (председатель) Линдси Дугуит Рик Джекоски Жозефина Харт Дейв Секстон                    |
| 2005 | Джулиан Барнс                 | Артур и Джордж                                |           | Джон Сазерленд (председатель) Линдси Дугуит Рик Джекоски Жозефина Харт Дейв Секстон                    |
| 2005 | Себастьян Барри               | Долгий путь                                   |           | Джон Сазерленд (председатель) Линдси Дугуит Рик Джекоски Жозефина Харт Дейв Секстон                    |
| 2005 | Кадзуо Исигуро                | Не отпускай меня                              |           | Джон Сазерленд (председатель) Линдси Дугуит Рик Джекоски Жозефина Харт Дейв Секстон                    |
| 2005 | Али Смит                      | Случайно                                      |           | Джон Сазерленд (председатель) Линдси Дугуит Рик Джекоски Жозефина Харт Дейв Секстон                    |
| 2005 | Зэди Смит                     | О красоте                                     |           | Джон Сазерленд (председатель) Линдси Дугуит Рик Джекоски Жозефина Харт Дейв Секстон                    |
| 2006 | Киран Десаи                   | Наследство разорённых                         | победа    | Гермиона Ли (председатель) Саймон Армитидж Макуильям, Кандия Энтони Квинн Фиона Шоу                    |
| 2006 | Кейт Гренвилл                 | Тайная река                                   |           | Гермиона Ли (председатель) Саймон Армитидж Макуильям, Кандия Энтони Квинн Фиона Шоу                    |
| 2006 | Мария Джоан Хайленд           | Оставь меня потомкам                          |           | Гермиона Ли (председатель) Саймон Армитидж Макуильям, Кандия Энтони Квинн Фиона Шоу                    |
| 2006 | Хишам Матар                   | В стране мужчин                               |           | Гермиона Ли (председатель) Саймон Армитидж Макуильям, Кандия Энтони Квинн Фиона Шоу                    |
| 2006 | Эдвард Сент-Обин              | Молоко матери (Патрик Мелроуз. Книга 2)       |           | Гермиона Ли (председатель) Саймон Армитидж Макуильям, Кандия Энтони Квинн Фиона Шоу                    |
| 2006 | Сара Уотерс                   | Ночной дозор                                  |           | Гермиона Ли (председатель) Саймон Армитидж Макуильям, Кандия Энтони Квинн Фиона Шоу                    |
| 2007 | Энн Энрайт                    | Все в сборе                                   | победа    | Говард Дэвис (председатель) Венди Коуп Жиль Фоден Рут Скурр Имоджен Стаббс                             |
| 2007 | Никола Баркер                 | Даркманы                                      |           | Говард Дэвис (председатель) Венди Коуп Жиль Фоден Рут Скурр Имоджен Стаббс                             |
| 2007 | Мохсин Хамид                  | Фундаменталист поневоле                       |           | Говард Дэвис (председатель) Венди Коуп Жиль Фоден Рут Скурр Имоджен Стаббс                             |
| 2007 | Ллойд Джонс                   | Мистер Пип                                    |           | Говард Дэвис (председатель) Венди Коуп Жиль Фоден Рут Скурр Имоджен Стаббс                             |
| 2007 | Иэн Макьюэн                   | На берегу                                     |           | Говард Дэвис (председатель) Венди Коуп Жиль Фоден Рут Скурр Имоджен Стаббс                             |
| 2007 | Индра Синха                   | Люди животных                                 |           | Говард Дэвис (председатель) Венди Коуп Жиль Фоден Рут Скурр Имоджен Стаббс                             |
| 2008 | Аравинд Адига                 | Белый тигр                                    | победа    | Майкл Портилло (председатель) Алекс Кларк Луиз Дафти Джеймс Хенидж Хардип Сингх Коли                   |
| 2008 | Себастьян Барри               | Скрижали судьбы                               |           | Майкл Портилло (председатель) Алекс Кларк Луиз Дафти Джеймс Хенидж Хардип Сингх Коли                   |
| 2008 | Амитав Гош                    | Маковое море                                  |           | Майкл Портилло (председатель) Алекс Кларк Луиз Дафти Джеймс Хенидж Хардип Сингх Коли                   |
| 2008 | Линда Грант                   | Одежда на их спинах                           |           | Майкл Портилло (председатель) Алекс Кларк Луиз Дафти Джеймс Хенидж Хардип Сингх Коли                   |
| 2008 | Филип Хеншер                  | Северное милосердие                           |           | Майкл Портилло (председатель) Алекс Кларк Луиз Дафти Джеймс Хенидж Хардип Сингх Коли                   |
| 2008 | Стив Тольц                    | Часть целого                                  |           | Майкл Портилло (председатель) Алекс Кларк Луиз Дафти Джеймс Хенидж Хардип Сингх Коли                   |
| 2009 | Хилари Мэнтел                 | Волчий зал                                    | победа    | Джеймс Ноти (председатель) Лукаста Миллер Джон Маллан Сью Перкинс Майкл Проджер                        |
| 2009 | Антония Сьюзен Байетт         | Детская книга                                 |           | Джеймс Ноти (председатель) Лукаста Миллер Джон Маллан Сью Перкинс Майкл Проджер                        |
| 2009 | Джон Максвелл Кутзее          | Летнее время                                  |           | Джеймс Ноти (председатель) Лукаста Миллер Джон Маллан Сью Перкинс Майкл Проджер                        |
| 2009 | Адам Фоулдз                   | Ускоряющийся лабиринт                         |           | Джеймс Ноти (председатель) Лукаста Миллер Джон Маллан Сью Перкинс Майкл Проджер                        |
| 2009 | Саймон Моуэр                  | Стеклянная комната                            |           | Джеймс Ноти (председатель) Лукаста Миллер Джон Маллан Сью Перкинс Майкл Проджер                        |
| 2009 | Сара Уотерс                   | Маленький незнакомец                          |           | Джеймс Ноти (председатель) Лукаста Миллер Джон Маллан Сью Перкинс Майкл Проджер                        |
| 2010 | Говард Джейкобсон             | Вопрос Финклера                               | победа    | Эндрю Моушен (председатель) Рози Блау Дебора Булл Том Сатклифф Фрэнсис Уилсон                          |
| 2010 | Питер Кэри                    | Попугай и Оливье в Америке                    |           | Эндрю Моушен (председатель) Рози Блау Дебора Булл Том Сатклифф Фрэнсис Уилсон                          |
| 2010 | Эмма Донохью                  | Комната                                       |           | Эндрю Моушен (председатель) Рози Блау Дебора Булл Том Сатклифф Фрэнсис Уилсон                          |
| 2010 | Дэймон Гэлгут                 | В незнакомой комнате                          |           | Эндрю Моушен (председатель) Рози Блау Дебора Булл Том Сатклифф Фрэнсис Уилсон                          |
| 2010 | Андреа Леви                   | Долгая песня (также Длинная песня)            |           | Эндрю Моушен (председатель) Рози Блау Дебора Булл Том Сатклифф Фрэнсис Уилсон                          |
| 2010 | Том Маккарти                  | C                                             |           | Эндрю Моушен (председатель) Рози Блау Дебора Булл Том Сатклифф Фрэнсис Уилсон                          |
| 2011 | Джулиан Барнс                 | Предчувствие конца                            | победа    | Стелла Римингтон (председатель) Мэттью д'Анкона Сьюзен Хилл Крис Маллин Гэби Вуд                       |
| 2011 | Кэрол Бёрч                    | Зверинец Джемрака                             |           | Стелла Римингтон (председатель) Мэттью д'Анкона Сьюзен Хилл Крис Маллин Гэби Вуд                       |
| 2011 | Патрик де Витт                | Братья Sisters                                |           | Стелла Римингтон (председатель) Мэттью д'Анкона Сьюзен Хилл Крис Маллин Гэби Вуд                       |
| 2011 | Эси Эдугян                    | Блюз полукровки                               |           | Стелла Римингтон (председатель) Мэттью д'Анкона Сьюзен Хилл Крис Маллин Гэби Вуд                       |
| 2011 | Стивен Келман                 | Пиджин-инглиш                                 |           | Стелла Римингтон (председатель) Мэттью д'Анкона Сьюзен Хилл Крис Маллин Гэби Вуд                       |
| 2011 | Эндрю Миллер                  | Подснежники                                   |           | Стелла Римингтон (председатель) Мэттью д'Анкона Сьюзен Хилл Крис Маллин Гэби Вуд                       |
| 2012 | Хилари Мантел                 | Внесите тела                                  | победа    | Питер Стотард (председатель) Дина Бирч Дэн Стивенс Аманда Форман Бхарат Тандон                         |
| 2012 | Дебора Леви                   | Заплыв домой                                  |           | Питер Стотард (председатель) Дина Бирч Дэн Стивенс Аманда Форман Бхарат Тандон                         |
| 2012 | Элисон Мур                    | Маяк                                          |           | Питер Стотард (председатель) Дина Бирч Дэн Стивенс Аманда Форман Бхарат Тандон                         |
| 2012 | Уилл Селф                     | Зонт (также Зонтик)                           |           | Питер Стотард (председатель) Дина Бирч Дэн Стивенс Аманда Форман Бхарат Тандон                         |
| 2012 | Тан Тван Энг                  | Сад вечерних туманов                          |           | Питер Стотард (председатель) Дина Бирч Дэн Стивенс Аманда Форман Бхарат Тандон                         |
| 2012 | Джит Тайил                    | Наркополис                                    |           | Питер Стотард (председатель) Дина Бирч Дэн Стивенс Аманда Форман Бхарат Тандон                         |
| 2013 | Элеонора Каттон               | Светила                                       | победа    | Роберт Макфарлейн (председатель) Марта Кирни Стюарт Келли Натали Хэйнс Роберт Дуглас-Фэйрхаст          |
| 2013 | Новайолет Булавайо            | Нам нужны новые имена                         |           | Роберт Макфарлейн (председатель) Марта Кирни Стюарт Келли Натали Хэйнс Роберт Дуглас-Фэйрхаст          |
| 2013 | Джим Крейс                    | Урожай                                        |           | Роберт Макфарлейн (председатель) Марта Кирни Стюарт Келли Натали Хэйнс Роберт Дуглас-Фэйрхаст          |
| 2013 | Джумпа Лахири                 | Низина                                        |           | Роберт Макфарлейн (председатель) Марта Кирни Стюарт Келли Натали Хэйнс Роберт Дуглас-Фэйрхаст          |
| 2013 | Рут Озеки                     | Моя рыба будет жить                           |           | Роберт Макфарлейн (председатель) Марта Кирни Стюарт Келли Натали Хэйнс Роберт Дуглас-Фэйрхаст          |
| 2013 | Колм Тойбин                   | Завет Марии                                   |           | Роберт Макфарлейн (председатель) Марта Кирни Стюарт Келли Натали Хэйнс Роберт Дуглас-Фэйрхаст          |
| 2014 | Ричард Флэнаган               | Узкая дорога на дальний север                 | победа    | Энтони Грэйлинг (председатель) Сара Чёрчвелл Джонатан Бейт Дэниэл Глейзер Аластейр Найвен Эрика Уогнер |
| 2014 | Джошуа Феррис                 | И проснуться не затемно, а на рассвете        |           | Энтони Грэйлинг (председатель) Сара Чёрчвелл Джонатан Бейт Дэниэл Глейзер Аластейр Найвен Эрика Уогнер |
| 2014 | Карен Джой Фаулер             | Мы совершенно не в себе                       |           | Энтони Грэйлинг (председатель) Сара Чёрчвелл Джонатан Бейт Дэниэл Глейзер Аластейр Найвен Эрика Уогнер |
| 2014 | Говард Джейкобсон             | J [джей]                                      |           | Энтони Грэйлинг (председатель) Сара Чёрчвелл Джонатан Бейт Дэниэл Глейзер Аластейр Найвен Эрика Уогнер |
| 2014 | Нил Макхерджи                 | Жизни других                                  |           | Энтони Грэйлинг (председатель) Сара Чёрчвелл Джонатан Бейт Дэниэл Глейзер Аластейр Найвен Эрика Уогнер |
| 2014 | Али Смит                      | Как быть двумя                                |           | Энтони Грэйлинг (председатель) Сара Чёрчвелл Джонатан Бейт Дэниэл Глейзер Аластейр Найвен Эрика Уогнер |
| 2015 | Марлон Джеймс                 | Краткая история семи убийств                  | победа    | Майкл Вуд (председатель) Джон Бёрнсайд Сэм Лейт Фрэнсис Осборн Элла Уакатама Олфри                     |
| 2015 | Том Маккарти                  | Атласный остров                               |           | Майкл Вуд (председатель) Джон Бёрнсайд Сэм Лейт Фрэнсис Осборн Элла Уакатама Олфри                     |
| 2015 | Чигози Обиома                 | Рыбаки                                        |           | Майкл Вуд (председатель) Джон Бёрнсайд Сэм Лейт Фрэнсис Осборн Элла Уакатама Олфри                     |
| 2015 | Санджив Сахота                | Год беглецов                                  |           | Майкл Вуд (председатель) Джон Бёрнсайд Сэм Лейт Фрэнсис Осборн Элла Уакатама Олфри                     |
| 2015 | Энн Тайлер                    | Катушка синих ниток                           |           | Майкл Вуд (председатель) Джон Бёрнсайд Сэм Лейт Фрэнсис Осборн Элла Уакатама Олфри                     |
| 2015 | Ханья Янагихара               | Маленькая жизнь                               |           | Майкл Вуд (председатель) Джон Бёрнсайд Сэм Лейт Фрэнсис Осборн Элла Уакатама Олфри                     |
| 2016 | Пол Бейти                     | Продажная тварь                               | победа    | Аманда Форман (председатель) Джон Дэй Дэвид Харсент Оливия Уильямс Абдулразак Гурна                    |
| 2016 | Дебора Леви                   | Горячее молоко                                |           | Аманда Форман (председатель) Джон Дэй Дэвид Харсент Оливия Уильямс Абдулразак Гурна                    |
| 2016 | Грэм Макрей Барнет            | Его кровавый проект                           |           | Аманда Форман (председатель) Джон Дэй Дэвид Харсент Оливия Уильямс Абдулразак Гурна                    |
| 2016 | Отесса Мошфег                 | Эйлин                                         |           | Аманда Форман (председатель) Джон Дэй Дэвид Харсент Оливия Уильямс Абдулразак Гурна                    |
| 2016 | Дэвид Салой                   | Каков есть мужчина                            |           | Аманда Форман (председатель) Джон Дэй Дэвид Харсент Оливия Уильямс Абдулразак Гурна                    |
| 2016 | Мадлен Тьен                   | Не говори, что у нас ничего нет               |           | Аманда Форман (председатель) Джон Дэй Дэвид Харсент Оливия Уильямс Абдулразак Гурна                    |
| 2017 | Джордж Сондерс                | Линкольн в бардо                              | победа    | Баронесса Лола Янг (председатель) Лайла Азем Занганех Сара Холл Колин Тёброн Том Филипс                |
| 2017 | Пол Остер                     | 4321                                          |           | Баронесса Лола Янг (председатель) Лайла Азем Занганех Сара Холл Колин Тёброн Том Филипс                |
| 2017 | Эмили Фридлунд                | История волков                                |           | Баронесса Лола Янг (председатель) Лайла Азем Занганех Сара Холл Колин Тёброн Том Филипс                |
| 2017 | Мохсин Хамид                  | Выход: Запад                                  |           | Баронесса Лола Янг (председатель) Лайла Азем Занганех Сара Холл Колин Тёброн Том Филипс                |
| 2017 | Фиона Мозли                   | Элмет                                         |           | Баронесса Лола Янг (председатель) Лайла Азем Занганех Сара Холл Колин Тёброн Том Филипс                |
| 2017 | Али Смит                      | Осень                                         |           | Баронесса Лола Янг (председатель) Лайла Азем Занганех Сара Холл Колин Тёброн Том Филипс                |
| 2018 | Анна Бёрнс                    | Молочник                                      | победа    | Кваме Энтони Аппиа (председатель) Вэл Макдермид Лео Робсон Лин Шаптон Жаклин Роуз                      |
| 2018 | Эси Эдугян                    | Вашингтон Блэк                                |           | Кваме Энтони Аппиа (председатель) Вэл Макдермид Лео Робсон Лин Шаптон Жаклин Роуз                      |
| 2018 | Дэйзи Джонсон                 | В самой глубине                               |           | Кваме Энтони Аппиа (председатель) Вэл Макдермид Лео Робсон Лин Шаптон Жаклин Роуз                      |
| 2018 | Рэйчел Кушнер                 | Комната на Марсе                              |           | Кваме Энтони Аппиа (председатель) Вэл Макдермид Лео Робсон Лин Шаптон Жаклин Роуз                      |
| 2018 | Ричард Пауэрс                 | Верхний ярус                                  |           | Кваме Энтони Аппиа (председатель) Вэл Макдермид Лео Робсон Лин Шаптон Жаклин Роуз                      |
| 2018 | Робин Робертсон               | Долгий путь, или способ проигрывать медленнее |           | Кваме Энтони Аппиа (председатель) Вэл Макдермид Лео Робсон Лин Шаптон Жаклин Роуз                      |
| 2019 | Маргарет Этвуд                | Заветы                                        | победа    | Питер Флоренс (председатель) Афуа Хирш Лиз Кадлер Го Сяолу Джоанна Макгрегор                           |
| 2019 | Люси Эллман                   | Утки, Ньюберипорт                             |           | Питер Флоренс (председатель) Афуа Хирш Лиз Кадлер Го Сяолу Джоанна Макгрегор                           |
| 2019 | Бернардин Эваристо            | Девушка, женщина, иная                        | победа    | Питер Флоренс (председатель) Афуа Хирш Лиз Кадлер Го Сяолу Джоанна Макгрегор                           |
| 2019 | Чигози Обиома                 | Оркестр меньшинств                            |           | Питер Флоренс (председатель) Афуа Хирш Лиз Кадлер Го Сяолу Джоанна Макгрегор                           |
| 2019 | Салман Рушди                  | Кишот                                         |           | Питер Флоренс (председатель) Афуа Хирш Лиз Кадлер Го Сяолу Джоанна Макгрегор                           |
| 2019 | Элиф Шафак                    | 10 минут 38 секунд в этом странном мире       |           | Питер Флоренс (председатель) Афуа Хирш Лиз Кадлер Го Сяолу Джоанна Макгрегор                           |
| 2020 | Дуглас Стюарт                 | Шагги Бейн                                    | победа    | Маргарет Басби (председатель) Ли Чайлд Лемн Сиссей Самир Рахим Эмили Уилсон                            |
| 2020 | Диана Кук                     | Новые Дебри                                   |           | Маргарет Басби (председатель) Ли Чайлд Лемн Сиссей Самир Рахим Эмили Уилсон                            |
| 2020 | Цици Дангарембга              | Безутешная плоть                              |           | Маргарет Басби (председатель) Ли Чайлд Лемн Сиссей Самир Рахим Эмили Уилсон                            |
| 2020 | Авни Доши                     | Жженый сахар                                  |           | Маргарет Басби (председатель) Ли Чайлд Лемн Сиссей Самир Рахим Эмили Уилсон                            |
| 2020 | Мааза Менгисте                | Царская тень                                  |           | Маргарет Басби (председатель) Ли Чайлд Лемн Сиссей Самир Рахим Эмили Уилсон                            |
| 2020 | Брендон Тейлор                | Настоящая жизнь                               |           | Маргарет Басби (председатель) Ли Чайлд Лемн Сиссей Самир Рахим Эмили Уилсон                            |
| 2021 | Дэймон Гэлгут                 | Обещание                                      | победа    | Майя Ясанофф (председатель) Горация Хэррод Наташа Макэлхон Чигози Обиома Роуэн Дуглас Уильямс          |
| 2021 | Анук Арудпрагасам             | Путь на север                                 |           | Майя Ясанофф (председатель) Горация Хэррод Наташа Макэлхон Чигози Обиома Роуэн Дуглас Уильямс          |
| 2021 | Патриция Локвуд               | О таком не говорят                            |           | Майя Ясанофф (председатель) Горация Хэррод Наташа Макэлхон Чигози Обиома Роуэн Дуглас Уильямс          |
| 2021 | Надифа Мохамед                | Люди удачи                                    |           | Майя Ясанофф (председатель) Горация Хэррод Наташа Макэлхон Чигози Обиома Роуэн Дуглас Уильямс          |
| 2021 | Ричард Пауэрс                 | Замешательство                                |           | Майя Ясанофф (председатель) Горация Хэррод Наташа Макэлхон Чигози Обиома Роуэн Дуглас Уильямс          |
| 2021 | Мэгги Шипстед                 | Большой круг                                  |           | Майя Ясанофф (председатель) Горация Хэррод Наташа Макэлхон Чигози Обиома Роуэн Дуглас Уильямс          |
| 2022 | Шехан Карунатилака            | Семь лун Маали Алмейды                        | победа    | Нил Макгрегор (председатель) Шахида Бари Хелен Кастор M. Джон Харрисон Ален Мабанку                    |
| 2022 | Новайолет Булавайо            | Слава                                         |           | Нил Макгрегор (председатель) Шахида Бари Хелен Кастор M. Джон Харрисон Ален Мабанку                    |
| 2022 | Персиваль Эверетт             | Деревья                                       |           | Нил Макгрегор (председатель) Шахида Бари Хелен Кастор M. Джон Харрисон Ален Мабанку                    |
| 2022 | Алан Гарнер                   | Паточный ходок                                |           | Нил Макгрегор (председатель) Шахида Бари Хелен Кастор M. Джон Харрисон Ален Мабанку                    |
| 2022 | Клэр Киган                    | Такие мелочи, как эти                         |           | Нил Макгрегор (председатель) Шахида Бари Хелен Кастор M. Джон Харрисон Ален Мабанку                    |
| 2022 | Элизабет Страут               | Ах, Вильям!                                   |           | Нил Макгрегор (председатель) Шахида Бари Хелен Кастор M. Джон Харрисон Ален Мабанку                    |
| 2023 | Пол Линч                      | Песнь пророка                                 | победа    | Эси Эдугян (председатель) Аджоа Андо Мэри Джин Чан Джеймс Шапиро Роберт Уэбб                           |
| 2023 | Сара Бернстайн                | Обучение послушанию                           |           | Эси Эдугян (председатель) Аджоа Андо Мэри Джин Чан Джеймс Шапиро Роберт Уэбб                           |
| 2023 | Джонатан Эскоффери            | Если я переживу тебя                          |           | Эси Эдугян (председатель) Аджоа Андо Мэри Джин Чан Джеймс Шапиро Роберт Уэбб                           |
| 2023 | Пол Хардинг                   | Этот другой Эдем                              |           | Эси Эдугян (председатель) Аджоа Андо Мэри Джин Чан Джеймс Шапиро Роберт Уэбб                           |
| 2023 | Пол Мюррей                    | Пчелиное жало                                 |           | Эси Эдугян (председатель) Аджоа Андо Мэри Джин Чан Джеймс Шапиро Роберт Уэбб                           |
| 2023 | Четна Мару                    | Западный переулок                             |           | Эси Эдугян (председатель) Аджоа Андо Мэри Джин Чан Джеймс Шапиро Роберт Уэбб                           |
| 2024 | Саманта Харви                 | По орбите                                     | победа    | |
| 2024 | Персиваль Эверетт             | Джеймс                                        |           | Сара Коллинз Эдмунд Де Ваал Ли Июнь Нитин Соуни Джастин Джордан                                        |
| 2024 | Рэйчел Кушнер                 | Озеро творения                                |           | Сара Коллинз Эдмунд Де Ваал Ли Июнь Нитин Соуни Джастин Джордан                                        |
| 2024 | Анна Майклз                   | Проявленное                                   |           | Сара Коллинз Эдмунд Де Ваал Ли Июнь Нитин Соуни Джастин Джордан                                        |
| 2024 | Яэль ван дер Вауден           | Хранительница                                 |           | Сара Коллинз Эдмунд Де Ваал Ли Июнь Нитин Соуни Джастин Джордан                                        |
| 2024 | Шарлотта Вуд                  | Молитвенный дворик                            |           | Сара Коллинз Эдмунд Де Ваал Ли Июнь Нитин Соуни Джастин Джордан                                        |

1. ↑  Названия книг, не издававшихся официально на русском языке, даны в курсивном написании. Названия книг, не издававшихся официально на русском языке и не имеющих устойчивого перевода названия, даны в курсивном написании на английском языке.
2. ↑  Так называемая потерянная Букеровская премия — была вручена в 2010 году. В 1971 году премия перестала вручаться задним числом — ею стала награждаться лучшая, по мнению жюри, книга текущего года. Одновременно с этим, церемония награждения была перемещена с апреля на ноябрь. Таким образом, литературные произведения, опубликованные в течение бо́льшей части 1970 года, выпали из рассмотрения.